# Капуљачасти паук-мајмун
Капуљачасти паук-мајмун (Ateles geoffroyi grisescens) је подврста црноруког паук-мајмуна, врсте примата (Primates) из породице пауколиких мајмуна (Atelidae).

## Распрострањење
Подврста има станиште у Панами, и непотврђено станиште у Колумбији.

## Угроженост
Подаци о распрострањености ове подврсте су недовољни.